# 中倉宏美
中倉 宏美（なかくら ひろみ、1979年1月26日 - ）は、LPSA（日本女子プロ将棋協会）所属の女流棋士。LPSA番号は12。東京都府中市出身。堀口弘治七段門下。以前は日本将棋連盟に所属し、当時の女流棋士番号は旧38。女流棋士の中倉彰子は実姉。将棋棋士の中座真（彰子の夫）は義兄にあたる。2014年2月よりLPSA代表理事（3代目)を務めている。

## 経歴
- 1990年、第22回女流アマ名人戦で準優勝。
- 1991年、第5回女流アマ王将戦で優勝。
- 1991年4月、女流育成会に入会（在籍は1991年度から1995年度前期）。
- 1995年10月、女流2級としてプロデビュー。
- 2007年5月、LPSA（日本女子プロ将棋協会）創設とともに移籍。
- 2008年度、女流名人リーグA級在籍。
- 2008年9月、第2回日レスインビテーションカップ（LPSA公認棋戦）で準優勝。
- 2008年10月、第17回1dayトーナメント優勝。
- 2009年1月21日、女流二段に昇段（日本女子プロ将棋協会に在籍の女流棋士として初の昇段）。
- 2014年2月25日、3代目のLPSA代表理事に就任。

## 人物
- 父の影響で4歳頃に姉・彰子（2歳違い）とともに将棋を始める[2]。
- 女流育成会に入会するのは姉より1年早かったが、育成会を抜けるのは1年半遅かった。しかし半年で1級に昇級し、以降は姉をリードした。
- バイクが好きで愛車がハーレーダビッドソンだったこともある。16歳で小型自動二輪車、20歳で中型二輪車、25歳で大型自動二輪車の免許を取得[2]。新聞・バイク雑誌の取材で取り上げられたこともある。
- 姉・彰子の名前の由来は蛸島彰子からであるが、宏美の名前の由来は特にないとの事[3]。
- 2002年3月、清水市代・山田久美・中倉彰子と女流棋士4人組のユニット原宿将棋通りでCDデビュー。
- 2002年8月、姉・彰子のソロシングル「Tearful Smile」製作にバックコーラスとして参加。
- NHK将棋講座の聞き手を1999年度後期、2004年度後期の2回務める。
- 2006年4月から2009年3月までNHK杯テレビ将棋トーナメントの司会を務めた。
- 得意戦法は、女流棋士には珍しいとされる三間飛車[4]。
- 東京都立神代高等学校卒業[5]。
- 元女子サッカー選手の澤穂希とは、府中市立府中第五中学校時代の同級生である[6]。

## 昇段履歴
- 1991年04月00日：女流育成会入会
- 1995年10月00日：女流2級
- 1996年04月01日：女流1級（女流王位戦リーグ入り〈第7期〉）
- 2001年04月01日：女流初段（年間13局指し分け以上／2000年度 11勝9敗、女流通算51勝）[7][8][9]
- 2009年01月21日：女流二段（勝数規定／女流初段昇段後60勝、女流通算111勝）[10]

### 年度別成績
女流公式棋戦
- 2024年度
  - 年度成績 24局 11勝13敗（勝率0.4583）[11]
  - 通算成績 459局 205勝254敗（勝率0.4466）〈2025年3月31日対局分まで〉[12]